# Liste der Naturdenkmale in Osterspai
Die Liste der Naturdenkmale in Osterspai nennt die im Gemeindegebiet von Osterspai ausgewiesenen Naturdenkmale (Stand 20. Mai 2024).

## Naturdenkmale
| Nr.         | Bezeichnung                   | Lage                               | Beschreibung                                                    | Bild                                    |
| ----------- | ----------------------------- | ---------------------------------- | --------------------------------------------------------------- | --------------------------------------- |
| ND-7141-432 | Eibenhochstämme               | Kirchstraße, auf dem Friedhof Lage | Taxus baccata, zwei Bäume, um 1830 gepflanzt, 9 und 14 m hoch   | Direkt Bild zu diesem Denkmal hochladen |
| ND-7141-433 | Eibengruppe Schloss Liebeneck | bei Schloss Liebeneck Lage         | Taxus baccata, zehn Bäume, vor 1800 gepflanzt, bis zu 15 m hoch | Direkt Bild zu diesem Denkmal hochladen |